# أماندا بولك
أماندا بولك (بالإنجليزية: Amanda Polk)‏ هي مجدفة أمريكية، ولدت في 2 أغسطس 1986 في بيتسبرغ في الولايات المتحدة.

## وصلات خارجية
- أماندا بولك على موقع الاتحاد الدولي للتجديف (الإنجليزية)
- أماندا بولك على موقع اللجنة الأولمبية الدولية (الإنجليزية)
- أماندا بولك على موقع أوليمبيديا (الإنجليزية)